# Sarolta Kovács
Sarolta Kovács (ur. 12 marca 1991 w miejscowości Tapolca w komitacie Veszprém) – węgierska pięcioboistka nowoczesna. Indywidualna i drużynowa multimedalistka mistrzostw świata, uczestniczka Letnich Igrzysk Olimpijskich 2012, 2016 oraz 2020. Zajęła w nich odpowiednio 33 i 16 miejsce, natomiast w Tokio zdobyła brązowy medal.

## Kariera
W 2016 roku została mistrzynią świata w pięcioboju nowoczesnym, pomimo odniesionej kontuzji. Mistrzostwa odbyły się w Moskwie, gdzie w 2011 roku Kovács zdobyła srebrny medal w zmaganiach indywidualnych i drużynowych. Złota i srebrna medalistka zawodów Pucharu Świata w Kecskemét i Astanie. Srebrny krążek wywalczyła również podczas zawodów strzeleckich, które odbyły się w 2018 roku w Budapeszcie.